# MCA Inc.
MCA (originalmente Music Corporation of America) foi uma corporação americana envolvida na indústria musical. A MCA publicava músicas, produzia shows e administrava uma gravadora. Foi fundada em 1924 em Chicago, Illinois, por Jules Stein. Em 1962 adquiriu a tradicional produtora de cinema Universal Studios.
Em abril de 1995 a MCA, Inc. teve 80% de suas ações vendidas ao grupo canadense Seagram Company Ltd. por US$ 5,70 bilhões, que abandonou o nome antigo. O nome da empresa tornou-se Universal Studios, Inc., e sua divisão musical, a MCA Music Entertainment Group, renomeada para Universal Music Group. Em 1998 a Seagram adquiriu a Polygram da Philips e fundiu-a com a Universal. Posteriormente as empresas de mídia da Seagram foram vendidas à Vivendi SA, que transformou-se na Vivendi Universal.
No começo de 2003 a MCA Records foi incorporada pela Geffen Records. Seu selo de música country, MCA Nashville Records, continua em operação.
A empresa era distribuída internacionalmente pela também extinta Bertelsmann Music Group (BMG), até 1999, quando a MCA se fundiu com a multinacional PolyGram, e passou a ter distribuição própria em todo o mundo.